# Sadew Vimansa Rajakaruna
Sadew Vimansa Rajakaruna (* 2. Mai 2007) ist ein sri-lankischer Leichtathlet, der sich auf den Sprint spezialisiert hat.

## Sportliche Laufbahn
Erste internationale Erfahrungen sammelte Sadew Vimansa Rajakaruna im Jahr 2025, als er bei den Hallenasienmeisterschaften in Nanjing mit der sri-lankischen 4-mal-400-Meter-Staffel in 3:10,58 min den fünften Platz belegte. Im Mai verpasste er bei den World Athletics Relays in Guangzhou mit der Mixed-Staffel über 4-mal 400 Meter eine Direktqualifikation für die Weltmeisterschaften in Tokio. Anschließend gewann er bei den Asienmeisterschaften in Gumi in 3:21,95 min gemeinsam mit Lakshima Mendis, Kalinga Kumarage und Harshani Fernando die Bronzemedaille in der Mixed-Staffel hinter den Teams aus Indien und der Volksrepublik China und belegte mit der Männerstaffel in 3:08,55 min den fünften Platz.

## Persönliche Bestleistungen
- 200 Meter: 21,08 s (+1,7 m/s), 9. März 2025 in Diyagama
- 400 Meter: 46,34 s, 19. April 2025 in Diyagama